# Пиуновский, Евгений Михайлович
Евгений Михайлович Пиуновский (рум. Eugen Piunovschi; род. 7 сентября 1946, Иркутск, РСФСР, СССР) — советский футболист и молдавский тренер.
С 1971 по 1973 выступал за «Кайрат» в высшей лиге СССР. В 1979 играет в высшей лиги за свою первую команду, которая к тому времени называлось «Нистру». Карьеру заканчивал в целиноградском «Целиннике».
В августе 1992 года был в должности главного тренера сборной Молдавии, команда участвовала в турнире Иордании, и заняла третье место.